# レトロマー
レトロマー（英: retromer）は、エンドソームからトランスゴルジ網への膜貫通受容体のリサイクルに重要なタンパク質複合体である。

## 背景
レトロマーはヘテロ五量体型複合体であり、ヒトではあまり明確ではない膜結合型のSNX（sorting nexin）二量体（SNX1、SNX2、SNX5、SNX6）と、Vps（vacuolar protein sorting）三量体（Vps26、Vps29、Vps35）から構成される。SNX二量体はエンドソーム膜へのレトロマーのリクルートに必要である。積み荷への結合はVps三量体が担い、カチオン非依存性マンノース-6-リン酸受容体、Wntless、ソルチリンなどさまざまな積み荷分子はVps35サブユニット結合する。カルボキシペプチダーゼY（CPY）などの酸性加水分解酵素の選別に関する出芽酵母の変異体の研究を通じて、エンドソームからトランスゴルジ網へのCPY受容体（Vps10）前駆体の逆行性輸送を媒介するレトロマーが同定された。

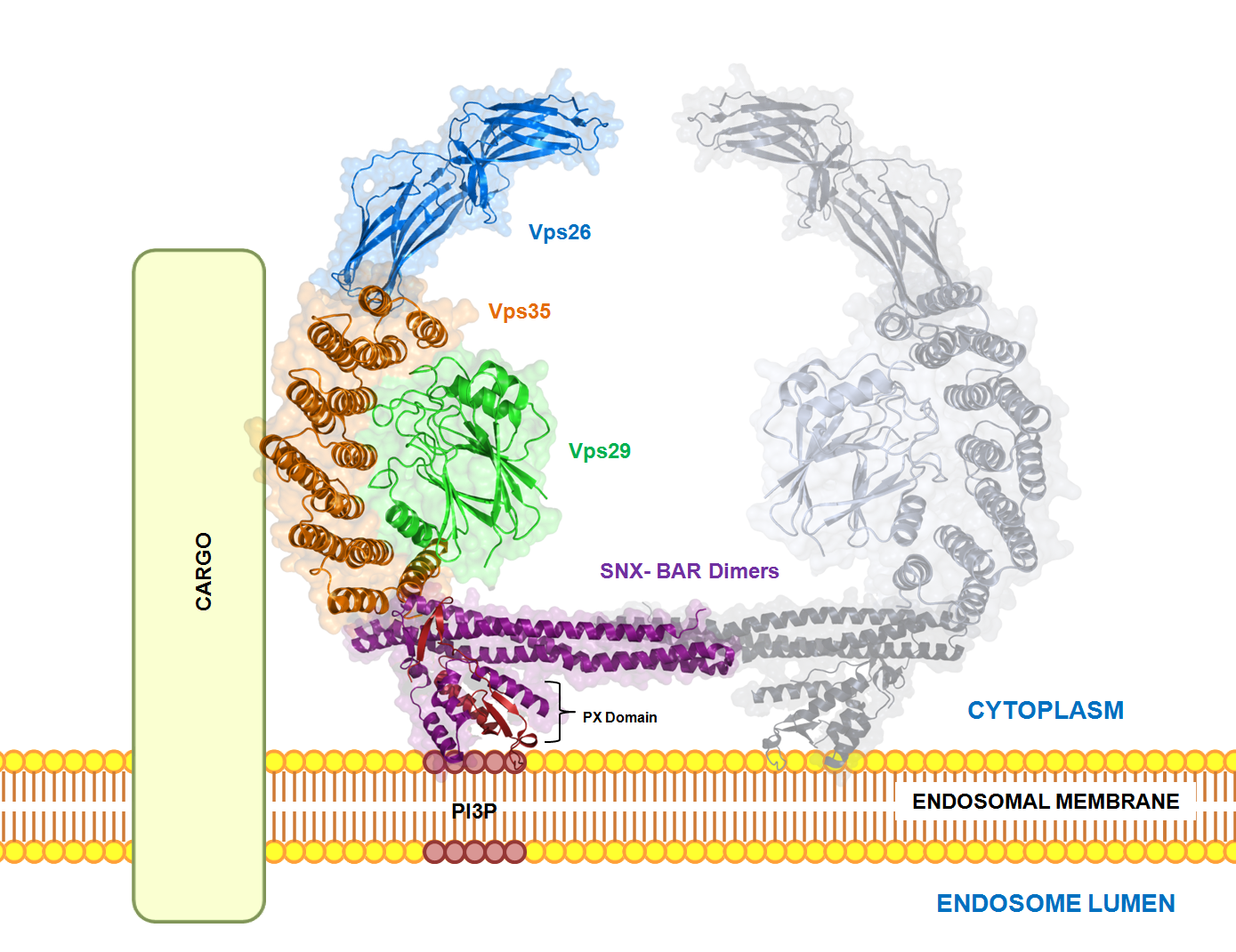
レトロマータンパク質複合体

## 構造
レトロマー複合体は高度に保存されており、そのホモログは酵母のほか、線虫Caenorhabditis elegans、マウス、ヒトでも見つかっている。酵母のレトロマーは、Vps35p、Vps26p、Vps29p、Vps17p、Vps5pの5つのタンパク質から構成される。哺乳類のレトロマーは、 Vps26、Vps29、Vps35、SNX1、SNX2、そしておそらくSNX5とSNX6から構成される。レトロマー複合体は2つのサブ複合体として作用すると考えられている。Vps35、Vps29、Vps26からなるVps三量体は積み荷認識複合体として機能し、SNX1またはSNX2、そしてSNX5またはSNX6からなるSNX-BAR二量体はエンドソーム膜の再構成と湾曲を促進し、積み荷分子をトランスゴルジ網へ輸送する細管や小胞を形成する。

## 機能
レトロマー複合体は、カチオン非依存性マンノース-6-リン酸受容体、Vps10の哺乳類の機能的ホモログ、Wnt受容体Wntlessなど、さまざまな膜貫通重要体の改修を媒介することが示されている。酵母では、レトロマーはトランスゴルジ網と液胞前区画（pre-vacuolar compartment、酵母でエンドソームに相当する細胞内区画）の間を往復するKex2pやDPAP-Aのリサイクルにも必要である。またC. elegansでは、アポトーシス細胞に対する食作用に必要な細胞表面受容体CED-1のリサイクルにも必要である。
レトロマーは、エンドソームからトランスゴルジ網への積み荷タンパク質の回収に中心的な役割を果たしている。一方で、この回収過程には他の複合体やタンパク質も作用していることが知られている。これまでに同定されている他の構成要素がレトロマーと同じ経路で作用するのか、それとも代替的な経路で作用するのかは明らかではない。
アルツハイマー病や晩発性のパーキンソン病には、レトロマーによる選別の欠陥が関与していることが研究から示唆されている。また、レトロマーはC型肝炎ウイルスの複製にも関与しているようである。

## レトロマーを介した逆行性輸送
エンドソーム膜の積み荷分子の細胞質ドメインへのVps35-Vps29-Vps26複合体の結合によって、積み荷分子の捕捉と逆行性輸送は開始される。Vps複合体とGTP結合型Rab7、クラスリン、クラスリンアダプタータンパク質やさまざまな結合タンパク質との相互作用によって、核形成複合体（nucleation complex）が形成される。
SNX-BAR二量体は、直接的な結合またはエンドソーム表面上の移動によって核形成複合体に入る。SNX-BARの増加は湾曲誘導モードへのコンフォメーションの切り替えを引き起こし、膜細管の形成が開始される。積み荷の輸送を担うキャリアの成熟が完了すると、アクチンの重合やモーター活性によって生じる機械的な力とともに、ダイナミン2またはEHD1によってキャリアの膜からの切除が触媒される。
積み荷を輸送するキャリアは、ダイニンなどのモータータンパク質によってトランスゴルジ網へ輸送される。受容区画へキャリアが固定されると、ATPの加水分解やRab7に結合したGTPの加水分解によって、キャリアの脱外被が駆動される。VPS複合体とSNX-BAR二量体はキャリアから放出されると、エンドソーム膜へリサイクルされる。